# Caius Valerius Flaccus (consul en -93)
Pour les articles homonymes, voir Valerius Flaccus.
Gaius Valerius Flaccus est un consul durant la République romaine.

## Biographie
En 98 av. J.-C., il est préteur urbain, et sous l'autorité du sénat, il apporte une aide aux habitants des villes de Calliphana et de Vélia, qui devraient recevoir la citoyenneté romaine.
En 93 av. J.-C., il est élu consul. Il nomme Titus Didius comme préfet d'Hispanie. Les Celtibères, dans la ville de Belgida se révoltent tuant et brûlant tous les membres du sénat local, parce qu'ils ont refusé de se rallier au peuple soulevé. Flaccus prend possession de la ville par surprise, et met à mort tous ceux qui ont participé au massacre du sénat local.
En 83 av. J.-C., il est propréteur de la Gaule Narbonnaise. C'est à ce titre qu'il accorde le droit de cité à Caburus, chef des Helviens, dont les deux fils combattront en Gaule au côté de Jules César.

## Sources
- (en) Cet article est partiellement ou en totalité issu de l’article de Wikipédia en anglais intitulé « Gaius Valerius Flaccus (consul) » (voir la liste des auteurs).